# Tilcara
Tilcara (eigentlich: San Francisco de Tilcara) ist die Hauptstadt des gleichnamigen Departamentos Tilcara in der Provinz Jujuy am Zusammenfluss des Río Grande de Jujuy und des Río Huasamayo im Nordwesten Argentiniens. Sie hat 5.640 Einwohner (2001, INDEC), liegt auf einer Höhe von 2.456 Metern und befindet sich in 84 Kilometern Entfernung von der Provinzhauptstadt San Salvador de Jujuy, abseits der Ruta Nacional 9. Durch seine sowohl landschaftlich als auch verkehrstechnisch bevorzugte Lage in einer kesselartigen Verbreiterung der Schlucht Quebrada de Humahuaca hat sich der Ort zur touristischen Relaisstation für Touren durch die Quebrada de Humahuaca und die Puna entwickelt.

## Tourismus
Tilcara ist besonders durch seine Lage inmitten vielfarbiger Gebirgslandschaften, wegen seiner Bauten aus der Kolonialzeit, seiner lebendigen Indio-Kultur sowie wegen der archäologischen Ausgrabungen am Pucará, die der Stadt den Beinamen „Hauptstadt der Archäologie“ brachten, interessant. Eine weitere Attraktion sind die Feste: Der folkloristisch geprägte Enero Tilcareño in der zweiten Januarhälfte und der traditionelle Karneval im Februar.

## Sonstiges

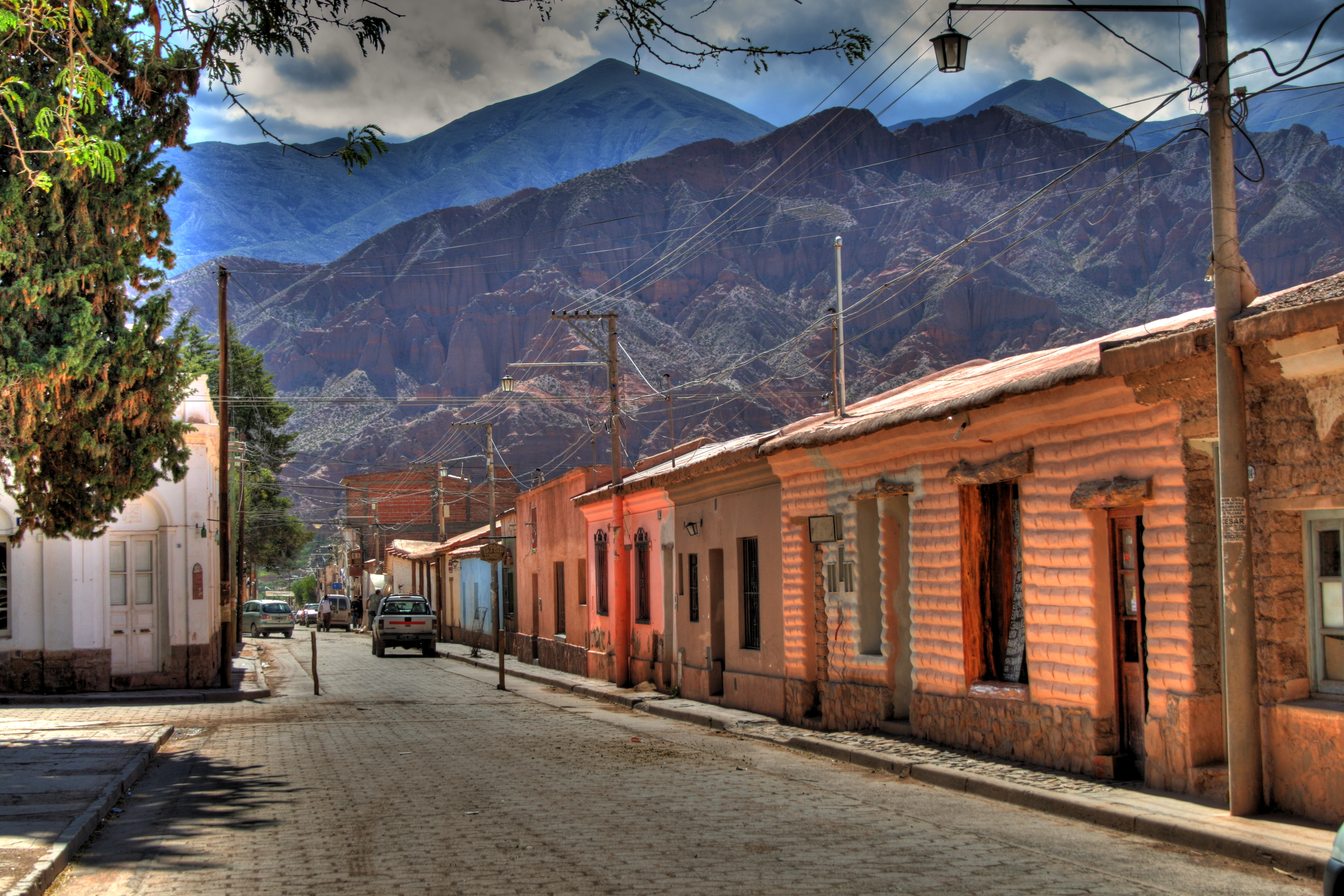
Straße in Tilcara

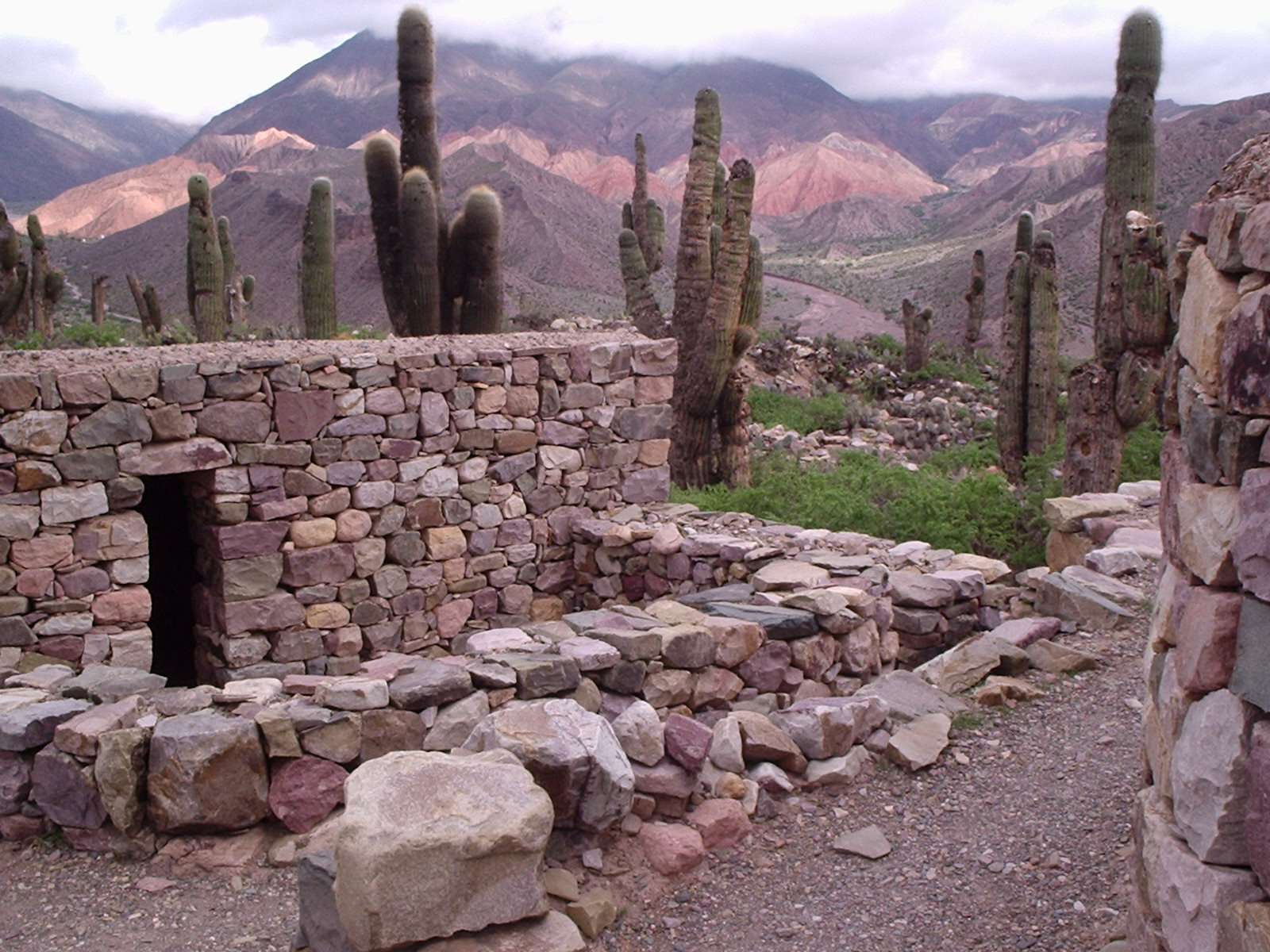
Pucará de Tilcara

- Iglesia Nuestra Señora del Rosario. Die Konstruktion der Kirche begann im Jahre 1797, die Einweihung erfolgte aber erst 1865. Ihre Außenwände sind aus Adobe. Der Innenraum wird von sechs Szenen der Jungfrau beherrscht, die noch aus der Malschule Cuzcos stammen. Im Laufe ihrer Geschichte erfuhr die Kirche mehrere Modifikationen. Die Iglesia Nuestra Señora del Rosario wurde zum Nationalmonument erklärt.
- Plaza principal. Rund um den zentralen Platz der befinden sich die Geschäfte des Kunsthandwerkmarkts, die die Produkte der Region anbieten.
- Jardín Botánico de Altura. Am Fuß der Pucará de Tilcara, am linken Ufer des Río Grande, liegt ein täglich geöffneter, sehenswerter botanischer Hochlandgarten, in dem die Flora der Puna und der Quebrada de Humahuaca vereint wurde.
- Pucará de Tilcara. Die größte Sehenswürdigkeit in Tilcara ist die Pucará, eine rekonstruierte Festung der Omaguaca-Indianer, die als Ureinwohner der Gegend gelten.
- Garganta del Diablo. Wanderweg zu einem Wasserfall des Río Huasamaya in der Nähe von Tilcara.

## Museen
Tilcara bietet eine Mischung aus indianischer Tradition, kolonialer und moderner Bauten und einem Künstlerdorf, das schon seit Jahrzehnten Maler und Bildhauer aus der Region und dem Rest Argentiniens anzieht. 

### Museen und Galerien in Tilcara
- Museo Regional de Pintura "José A. Terry". Regionalmuseum mit den Werken des Malers José Antonio Terry in seiner Wirkungsstätte. Gleichzeitig Werkstatt und Kulturzentrum.
- Museo Arqueológico "Dr. Eduardo Casanova". Das archäologische Museum ist integraler Bestandteil des Instituto Interdisciplinario Tilcara und verfügt über 5.000 Exponate aus den Ländern Chile, Peru, Bolivien und Argentinien. Schwerpunkte bilden Exponate aus der Quebrada de Humahuaca und der Puna.
- Museo de Esculturas "Ernesto Soto Avendaño". Das Museum zeigt 42 Gipsskulpturen des Künstlers, der das Monument zur Unabhängigkeit von Humahuaca schuf.
- Museo de Pintura Irureta. 1987 durch Hugo Irureta und Maria de las Mercedes Ramírez gegründetes Museum, das über 150 Gemälde ausstellt. Wechselnde Ausstellungen zeigen Werke zeitgenössischer Künstler aus dem Nordwesten Argentiniens.
- Museo Fundación "Medardo Pantoja". Medardo Pantoja gehört zu einer Reihe von Künstlern, die aus Tilcara stammen. Er war Schüler von Lino Enea Spilimbergo in Buenos Aires und spiegelt in seinen Werken Menschen, Landschaften und Gebräuche des Nordwesten Argentiniens. Das Museum dient gleichzeitig als Kulturzentrum.
- Museo del Escultor "Alfredo Yacussi". Sammlung der Skulpturen und Werke des Künstlers (sowie anderer Künstler der Region) in seinem Wohnhaus und Atelier.
- Museo de las Ermitas. Religiöse Allegorien des Kreuzweges aus Blütenblättern und den Samen verschiedener Früchte.

## Feste
- Semana Santa (Osterwoche) mit Wallfahrt zur Virgen de Copacabana del Abra de Punta Corral. Der Höhepunkt des jährlichen Festkalenders ist die Wallfahrt zum Sanktuarium der Virgen de Copacabana in Punta Corral. Sie findet in der Karwoche statt und wird von mehr als 1.500 Musikern aus der Provinz mit ihren traditionellen Instrumenten begleitet. In den Ortschaften werden so genannte "Ermitas" zum Empfang der Wallfahrer vorbereitet, die biblische Szenen aus Blumenblüten und Samen zeigen.